# Пеленски осип
Пеленски осип, пеленски ојед или пеленски дерматитис је промена на кожи у пределу пеленске регије. Видљиве промене на кожи су црвенило које може бити праћено стварањем мехурића, ерозијом или губитком функције баријере коже. Најчешће се повезује са бебама, али се може јавити и код одраслих који из неког разлога морају носити пелене. Пеленски осип појављује се повремено код већине беба, али је то проблем који најчешће није озбиљан. Лакши облици повлаче се после 3-4 дана лечења, али ако се у том периоди не повуче неопходно је обратити се педијатру.

## Пеленски осип код беба
Пеленски осип је било који осип који се јавља на кожи у пределу који је покривен пеленама. Када је кожа дуго мокра, услед дугог контакта са влажним садржајем пелене, долази до њеног оштећења. Трљањем се додатно оштећује и развијају се услови за развој осипа. Код лекшег осипа кожа је црвена, док код тежих облика могу постојати и отворене ране које су јако болне. Промене на кожи су најчешће присутне око гениталија и у пределу прегиба горњег дела бутине и задњице. Лакши облици повлаче се после 3-4 дана лечења. Најчешће се јавља код одојчади током првих 15 месеци, а посебно између 9. и 12. месеца старости. Више од 50% деце у периоду од 4. до 15. месеца развије пеленски осип.
Промене не кожи које се могу назвати пеленским осипом могу варирати од лаганог црвенила, преко тачкастог осипа, до задебљале коже и гнојних раница. Пеленски осип најчешће почиње лаганим црвенилом у пеленској регији и бично не захвата кожне наборе. Кожа постаје мрљаста, болна и врућа на додир, а подручје задњице и горњег дела бедара може се зацрвенети и влажити. Понекад се могу развити и ограничени делови суве и перутаве коже, пликови, или делови коже који се љуште и постају болно осетљиви. У најтежим случајевима промене на кожи могу се загнојити.
Пеленски осип најчешће изазива контактна иритација или локална кожна инфекција као последица размножавања различитих бактерија (најчешће Staphylococcus aureus) и гљивица (најчешће Candida albicans).

### Узроци појаве пеленског осипа
Осип се чешће јавља у следећим ситуацијама:
- код беба у узрасту 8 – 10 месеци, у периоду ницања првих зубића,
- код беба код којих се не одржава адекватна хигијена, односно пелене се ретко мењају или се кожа недовољно добро чисти од остатака мокраће и столице,
- код беба које имају учестале столице, нарочито када столица остане у пелени током ноћи,
- код беба које имају дијареју,
- код беба које почињу да једу чврсту храну или услед преосетљивости на неку храну,
- код беба које су на антибиотској терапији, или бебе које сисају а мајке су на антибиотској терапији,[2]
- услед осетљивости на неки хемијски састојак једнократних пелена или детерџената и омекшивача код употребе платнених пелена,
- током периода влажно и топлог окружења у летњим месецима,[3]
- услед ношења одеће која спречава нормалну циркулацију ваздуха (синтетичка одећа, пластичне непромочиве гаћице и сл).[1]

### Врсте пеленског осипа
Бактеријски пеленски осип и иритација
До иритације пеленске регије најчешће долази када се беби пелене не мењају довољно често, па је пеленска регија у контакту са мокраћом или столицом дуже време. Такође се може појавити када је беби пелена превише затегнута и тесна. Уколико се ово стање не санира на време овакво влажно и мокро подручје идеално је за појаву разних бактерија и бактеријског пеленског осипа. Бактерије које најчешће узрокују осип су стафилококе или стрептококе. Бактеријски пеленски осип препознаје се по појави малих пликова који пуцају и остављају лезије на кожи.
Третман бактеријског осипа зависиће од његове јачине. Некад педијатар препоручи антибиотску крему, а када је осип интензивнији уводе се и третмани антибиотицима.
Гљивични пеленски осип код беба
Ова врста осипа јавља се као последица гљивица које се налазе у другим деловима тела (дигестивном тракту, усној шупљини)  које се избацују у пелену путем столице и долазе у контакт са бебином кожом. Често се ова врста осипа јавља након употребе антибиотика. Најчешћа гљивица која узрокује осип је кандида. Гљивични пеленски осип препознаје се по црвеној кожи, која је око гениталија храпава и наборана а у пеленској регији виде се округле флекице. Овај осип карактерише и изразито црвенило у прегибима и аналној регији.
Ову врсту оједа обавезно треба лечити и никако је не треба занемарити, јер се може изнова појављивати. Најбоље је да педијатар процени која терапија је неопходна. Често се за ову врсту осипа преписују антифунгалне креме, антибиотици или кортикостероидне креме, али их никако не треба узимати самоиницијативно, без мишљења педијатра.
Алергијски пеленски осип
Алергијски пеленски осип се јавља као реакција на коришћење одређених препарата за негу бебе попут пелена, крема, влажних марамица и слично. Да ли је беба алергична на неки производ види се по томе да ли има реакције после сваке употребе одређеног препарата. Такав производ треба обавезно избаците из употребе. Препоручује се употреба што природнијих препарата. Препознаје се по црвенилу на иритираној кожи. Некада се могу појавити и ситни пликови.
Дешава се да беба добије осип и након увођења нове намирнице. Зато сваку нову намирницу беби треба давати пар дана, како би се испратило да ли постоји било каква реакција. Уколико се појави неко црвенило треба прекинити са давањем те намирнице.

### Превенција
За спречавање појаве пеленског осипа веома су важне пелене које се користе. Сматра се да се осип знатно ређе јавља уколко се користе пелене за једнократну употребу, али се могу користити и платнене. У оба случаја најбитније је да се редовно мењају, како би кожа бебе била увек чиста, сува и здрава. Пластичне пелене треба избегавати. 
Уколико се користе пелене од тканине, потребно је их је на адекватан начин прати. Пелене упрљане столицом пре стављања у машину за прање веша треба потопити у воду, као би столица била уклоњена. Требало би их прати и држати одвојено од друге одеће. Пелене се перу у врућој води и испирају два пута. Препоручује се искувавање. Код прања не треба користити фабричке омекшиваче и антистатичка средства, јер могу довести до појаве осипа на осетљивој кожи. Такође је препоручљиво, након сушења, платнене пелене опеглати.
Пелене је потребно мењати кад год се беба помокри, чак и кад се користе једнократне пелене са великом моћи упијања, а обавезно одмах након дефекације. Код једнократних пелена може се десити да је бебина кожа осетљива на неки од састојака, па је препоручљиво испробати различите врсте и користити оне на које беба добро реагује. Ако се за чишћење пеленске регије користе влажне марамице, онда треба користити оне немирисне, без алкохола и хемикалија, које су намењене искључиво за бебе и осетљиву кожу или користите обичну воду.
Пре повијања кожу бебе треба добро осушити. Пеленску регију треба намазати заштитном кремом препорученом за ову намену, која ће направити заштитну баријеру и тако спречити контакт бебине коже са садржајем у пелени. Препоручује се такође и што чешће остављати пеленску регију откривену, без пелена.
Пеленски осип код дечака и девојчица
Врсте пеленског осипа и узроци су идентични код дечака и девојчица и честа су појава. Најчешћи узроци су неадекватна хигијена у пределу гениталија које су изузетно осетљиве када дођу у контакт са мокром пеленом, бактеријама или гљивицама.
Правилна нега гениталија код девојчица подразумева прање млаком водом без коришћења јаких сапуна или купки. Увек треба обратити пажњу на оне делове вагине који су мало скривени, да би се добро очистили. Не треба претеривати са честим прањем и трљањем гениталија пешкиром, јер и то може довести до иритације. Препоручује се и испирање млаким чајем од камилице након купања, јер су умирујућа дејства камилице добра и за ову намену.
Нега гениталија код дечака подразумева прање млаком водом, мазање заштитне креме у пеленској регији. Превлачење кожице може се радити само минимално и то под млазом воде, како би се скинуле накупљене наслаге.

### Третирање пеленског осипа
Уколико беба има пеленски осип веома је важно ово подручје одржавати чистим и сувим. Потребно је чешће мењати пелене уколико нису суве. 
Код уобичајених осипа површину коже прво треба нежно очистити водом и меким убрусом. Могу се користити влажне марамице, али треба избегавати миришљаве и оне које имају алкохол. Воду и сапун треба користити уколико се столица не може уклонити нежним брисањем. При томе не треба користити грубе и парфемисане сапуне. Уколико је осип тежак, нечистоћу је најбоље уклонити млазом воде, како би се избегло трљање коже. При прању посебно треба обратити пажњу на прегибе. Неопходно је и њих лепо и нежно опрати. Претерано купање и чишћење као и агресивна и неприкладна средства за чишћење такође могу довести до додатне иритације и одлагања процеса залецљења.
Након прања кожу треба добро осушити, али никако трљати убрусом, јер ће трљање додатно оштетити кожу. Вода се може уклонити нежним брисањем или тапкањем. Покрети брисања треба да буду у правцу од напред ка назад, како би се избегао пренос бактерија од ануса ка гениталијама. Бебу затим треба оставити без пелена неколико минута, како би се цела површина потпуно осушила на ваздуху. Добро је да беба неколико пута током дана проведе по 15 – 30 минута без пелена. Излагање бебине коже ваздуху је природни начин излечења. Уколико се користе памучне пелене, током трајања осипа треба их заменити једнократним суперупијајућим пеленама.
Суву кожу треба намазати танким слојем заштитне креме или масти. Треба користити креме које садрже цинк. Пелену треба ставити тако да не буду превише затегнута уз тело, већ да буде лабавија, нарочити током ноћи. Креме са кортикостероидима могу се користити једино ако их препоручи педијатар.

#### Препарати за третирање пеленског осипа
Креме
На тржишту постоје бројне креме које се користе за пеленски осип. Препоручује се да оне буду на природној бази, како се бебина осетљива кожа не би још више изиритирала. Већина ових крема је направљена тако да прави физичку баријеру између бебине коже и мокре пелене, односно садржаја у пелени. Две врсте крема за показале су се као најделотворније:
- Креме на бази петролум гела (вазелина)
- Креме на бази цинк-оксида[6]

Неки од природних састојака који се налазе у овим кремама су уље јојобе, бадемово уље, алое вера, пчелињи восак и многи други. До сада су се најделотворнијим показале креме на бази цинк-оксида. Цинк се одавно користи у зацељивању коже и рана на кожи, а такође одржава и влажност коже.
Медицински препарати
Педијатри у третману пеленског осипа користе различите производе. Најчешће избор зависи од врсте пеленског осипа. Некада је довољно пеленску регију третирати природним препаратима, док је за тежа стања, када се појаве бактерије или гљивице, неопходно увести мало “агресивније” креме. Медицински препарати користе се само уз савет и препоруку педијатра. У неким случајевима може бити неопходно узимање бриса, да би се утврдила врста осипа и применила адекватна терапија.  
- Код бактеријских осипа најчешће се у третману користе антибиотске креме.
- Код гљивичних осипа углавном се користе антифунгалне креме и разни раствори које преписује лекар.
- Креме на бази кортикостероида или чак орални третмани антибиотицима уводе се искључиво по процени педијатра.

Природни лекови
Постоје многи природни лекови који су се некада користили или се још увек користе против пеленског осипа код беба. Код употребе природних лекова у ове сврхе треба водити рачуна да они буду заиста квалитетни и природни. Мишљења међу лекарима су јако подељена по питању њиховог ефекта. 
- Свињска маст је некада била јако заступљена у борби против разних кожних обољења, укључујући и пеленски осип. Захваљујући свом богатом саставу подмазује кожу и чини је непропусном. Раније, док су се свиње храниле органски, ово је била безбедна метода
- Многи педијатри за пеленски осип препоручују и мајчино млеко, које је богатог састава и има благотворна дејства на зацељивање коже.
- Сода-бикарбона додата у воду за испирање може имати умирујуће дејство на иритирану кожу.
- Биљна уља попут бадемовог, кокосовог, маслиновог, која праве заштитну баријеру између бебине коже и пелене.
- Хиперманган, односно веома благ раствор (само неколико зрна). Јачи раствор би могао нанети више штете него користи.
- Камилица, односно чај од камилице делује противупално и користи се за третирање многих упалних процеса, па и у овом случају.
- Борна киселина се често користи у разним третманима кожних обољења, али се не саветуја њена употреба код деце млађе од 3 године, јер кожа још увек нема развијену заштитну функцију, нежна је и осетљива, па може доћи до бурних реакција чак и до акутног тровања, колапса и шока.[4]

#### Симптоми који захтевају савет педијатра
Пеленски осип код беба најчешће пролази после 3-4 дана лечења. Међутим, локалну кожну инфекција могу узроковати гљивице из унутрашњих органа које дођу у контакт с оштећењима на кожи и изазову гљивични осип. На гениталном подручју кожа је у том случају благо отечена, на додир храпава, а у пеленском пределу обично црвена, с разасутим мрљицама. Код таквих промена обвезно се треба обратити педијатру, који ће након увида у промене прописати одговарајуће терапијско средство - антимикотичку маст или антисептик који делује на гљивице. Педијатру се треба обратити и у следећим случајевима: 
- Када осип не пролази или се погоршава после 2-3 дана третмана.
- Ако је кожа натечена, или су присутне гнојне ранице, пликови или красте.
- Када су у пределу осипа присутни мањи и већи пликови, испуњени бистрим или гнојним садржајем. Ако бактерије продру у оштећену кожу, долази до импетиго пеленског осипа. На кожи се развијају плихови, који се временом претварају у красте боје меда.
- Када је беба на антибиотској терапији, а осип је светло црвене боје са јарко црвеним мрљама (тачкама) на ивицама. Овакав изглед коже указује на могућу гљивичну инфекцију.
- Када беба, уз пеленски осип има и повишену телесну температуру, осип и на другим деловима тела, има дијареју или повраћа.[3]
- Када је осип јако болан, у ком случају је могуће стање коже које се зове целулитис.[2]

## Пеленски осип код одраслих
Услед природног процеса старења кожа пролази кроз различите промене. Губи влагу, постаје сува и смањује јој се еластичност. Све то доводи до стварања микропукотина које дуго не зацјељују. Пеленски осип код одраслих повезан је са инконтиненцијом. То је упална промена коже у подручју пеленске регије, праћена сврбежом и нелагодним осећајем. Врло често пеленски осип код старијих особа настаје због дугог лежања. Дуго лежање може изазвати не само пеленски осип, већ и ране на телу. Ово се најчешће јавља у недостатку одговарајуће неге.
Видљиве промене на кожи су црвенило које може бити праћено стварањем пликова, ерозијом или губитком функције баријере коже. Особе које пате од инконтиненције и принуђене су да користе пелене за одрасле често се сусрећу са овим проблемом. Осип се може појавити на задњици, бедрима или гениталијама. У тежим случајевима може се проширити и до подручја кука.
Симптоми код одраслих су исти као симптоми који се виде код беба, а могу да подразумевају осипе, ране, иритирану кожу и декубите. На месту на кожи где се формирао пеленски осип прво се јавља црвенило, а кожа постаје влажна и упаљена. Особа осећа неугодно пецкање, а трење изазива непрестани свраб. Код особа које имају тамнији тен упаљено подручје не мора бити црвено, већ може бити и другачије боје - жуте, беле или тамно црвене до љубичасте. У тежим случајевима могу се појавити и ране.

### Узроци
Пеленски осип код одраслих настаје као последица сталног или повременог излагања коже урину или фецесу. Стање започиње једноставном мацерацијом, али ако се излагање настави упала се развија. Најчешћи узрок је влажна кожа пеленске регије. При томе амонијак (који настаје у додиру урина са ваздухом, односно кисеоником) као алкално једињење подиже ПХ вредност интимног подручја, који би нормално требао бити око 4,5. У урину и столици присутне су такође и разне бактерије које могу изазвати инфекције или упале. Већ довољно танка и иритана, услед непрестаног трења узрокованог трљањем коже о пелену или уложак, кожа пацијената постаје још тања и подложнија инфекцијама и упалама.
Најчешћи узроци појаве пеленског осипа су:
- Иритацију коже, која може бити последица трења мокре коже и пелене или дужег контакта са хемикалијама у урину или столици.
- Алергијска реакција, која може бити изазвана неким састојцима који се користе у изради пелена (често су то парфеми).
- Неправилно прање - уколико се генитална зона не пере пажљиво приликом купања може доћи до осипа око подручја у којем се пелена носи.
- Гљивична инфекција изазвана кандидом, што је чест проблем везан за ношење пелена за одрасле. То је зато што гљивице расту у топлим, тамним и влажним подручјима. Честе промене пелене могу смањити ризик од ове инфекције.[9]

Осим ових главних постоје и други узроци који могу довести до пеленског осипа код одраслих:
- вишак килограма, што резултира појачаним знојењем,
- хемороиди,
- дијабетес мелитус.

Било који од ових ефеката може допринети развоју пеленског осипа. Већа могућност појаве је у летним мјесецима, када се може развити веома брзо, понекад чак у року од 5-6 сати.

### Превенција
Правилна и редовна хигијена интимног подручја једна је од најделотворнијих мера за спречавање пеленског осипа, најбоље употребом млаке воде и благих сапуна. Редовно мењање пелене или улошка такође је неопходно, како би кожа остала сува. Код пелене је веома важно да она буде одговарајуће величине за пацијента, како не би жуљала и изазивала иритације коже. Препоручује се и коришћење различитих производа који ће заштити то подручје, а уједно неговати и хранити кожу. За ту сврху постоје различите креме или лосиони. Осим што негују кожу, ови препарати стварају и заштитни слој који спречава контакт коже са околном влагом и садржајем пелена.
Чест је случај да особе са инконтиненцијом немају осећај када морају променити пелене, или једноставно не могу самостално да се старају о томе. Ако особа са инконтиненцијом није у стању сама да промени пелене, онда то мора урадити неговатељ или патронажна сестра, како би се обезбедиле превентивне мере против осипа - редовно прање и одржавање хигијене коже под пеленама.
Како би се избегао настанак пеленског осипа код одраслих препоручује се:
- Ношење одеће од природних тканина;
- Тканина за постељину такође треба бити од природних материјала;
- Свакодневно, бар једном дневно, треба мазати кожу хидратантним средствима која имају регенериративно дејство;
- Најугроженија подручја треба третирати свеже припремљеним чајем (уварком) од камилице или коре храста.[7]

### Третман пеленског осипа код одраслих
У већини случајева инфекције везане за ношење пелена за одрасле могу се третирати у кућним условима. Један од најефикаснијих третмана је крема која садржи цинк-оксид. Већина инфекција и иритација ће се санирати већ после неколико дана пажљивог и квалитетног третирања и лечења. Старији пацијенти су изложенији ризику да дође до појаве инфекције због слабљења имуног система. Било какве озбиљније симптоме треба пријавити лекару, али их и уочити на време.
Постоје бројни традиционални народни лекови за третирање пеленског осипа.
Биљна уља
За лечење пеленског осипа могу се користити различита биљна уља (маслиново, сунцокретово и друга). Она спречавају негативан утицај околне средину на подручје коже захваћено осипом. Поред тога доприносе брзом обнављање оштећене коже. Користе се тако што се сипају у воду која се загреје до врења, а затим охлади и дода у воду за прање пеленског подручја. 
Храстова кора
Кора храста се у борби против пеленског осипа се може користити на неколико начина. Може се уварак (чај) од храстове коре додати у воду за прање. Такође се може користити и прах добијен млевењем коре скинуте са старих стабала, који се наноси на опрану и добро осушену кожу. 
Камилица
Чај од камилице уклања свраб, делује противупално а има и антибиотско дејство. Предео захваћен осипом треба испирати млаким чајем два пута дневно.
Чичак
За лечење пеленског осипа ефикасан је и чај од корена чичка. Упаљена кожа се такође може третирати и соком добијеним млевењем и цеђењем целе биљке.

За лечење пеленског осипа могу се користити још и чајеви од лишћа ораха због високог садржаја јода, цвета невена. Као облоге могу се користити листови маслачка, јове, љубичице или боквице, који се стављају директно на кожу и затим превију завојем и оставе на третираном месту током целог дана. Против упалних процеса делотворан је и кантарион. 
Ако је пеленски осип резултат алергијске реакције организма треба одмах установити који је алерген у питању и избегавати даљи контакт са њим. 
Уз све ове третмане важно је обратити пажњу на доње рубље које мора бити направљено од природних материјала, јер само ове тканине обезбеђују потребну вентилацију коже и упијање зноја. Да би третман пеленског осипа био ефикасан мора се такође користи и квалитена постељина, такође израђена од природне тканине. Против пеленског осипа потребно је упорно се борити, иначе може прећи у хронични проблем. Уз све мере превенције и лечења неопходно је строго се придржавати свих правила за личну хигијену.